# جورج أ. كيلي
جورج أ. كيلي (بالإنجليزية: George A. Kelly)‏ هو لاعب كرة قدم أمريكية أمريكي، ولد في 16 أبريل 1883 في ديترويت في الولايات المتحدة، وتوفي في 1969 في ميشيغان في الولايات المتحدة.